# Осипков Євген Вікторович
Євге́н Ві́кторович Осипко́в (1976—2023) — український військовослужбовець, учасник російсько-української війни.

## Життєпис
Народився та жив у місті Києві. Там же закінчив школу та училище. Працював директором одного з ресторанів мережі фаст-фуду «МакДональдз».
У 2015—2016 роках брав участь в АТО.
З початком повномасштабної війни чоловік пішов служити до 101-ї окремої бригади охорони Генерального штабу ЗСУ.

## Нагороди
- Орден «За мужність» ІІІ ступеня[2]